# 日給簡
日給簡（にっきゅうのふだ・ひだまいのふだ）とは、日本の朝廷において、官庁や院宮等の在籍者を記し、出勤を記録するために用いられた簡。日給とは出仕者の出勤を日々記録することで、毎月の日勤（上日）・宿直（上夜）を集計し、考課の資料とした。特に清涼殿の殿上間に置かれた殿上に出仕する者の出勤簿が著名で、これを殿上簡（てんじょうのふだ）・仙籍（せんせき）とも呼ぶ。
日給簡がいつから用いられたかは不明だが、宇多天皇（在位887〜897）の『寛平御遺誡』に女蔵人の日給に関する記述が見られるため、この時代には存在したとされている。また、天暦4年（950年）の憲平親王（後の冷泉天皇）の立太子時には、東宮御所の殿上の簡と女房簡を修理職で製作したことが見える（『九暦』天暦4年7月23日条）。
殿上の日給簡は、清涼殿の殿上間の西北、日記の唐櫃の隣に、北壁に立て掛けるように設置された。江戸時代の記録（『禁秘抄階梯』）によれば、長さ5尺3寸（約160cm）、上辺幅8寸、下辺幅7寸、厚さ6分の木製の簡で、上中下の3段構成になっており、上から四位・五位・六位の蔵人・殿上人の官位姓名が書きこまれていた。殿上人は昇殿が許されると、この簡に官位姓名が加えられた。一方で、勤務不良や、犯罪などを起こして昇殿を止められると、氏名が簡から削られた。このため、昇殿を停止されることを、「除籍」（仙籍から除かれるの意）と称した。
殿上簡は、3段それぞれに放紙（はなちがみ）と呼ばれる紙が1枚ずつ貼られ、この紙に出仕を記録した。記録は午前と午後の2回、蔵人によって行なわれた。すなわち、午前（3月から8月は辰刻、9月から翌2月までは巳刻）に、日給簡が収納する袋から取り出され、出勤の記録が行なわれた。この時、前日より宿直を務めた者については、放紙上の前日の記録の傍に「夕」の字が追加され、更に当日の出勤者については、その日の干支が記入された。その後、簡はそれまでと同じ位置に、袋の上に立てて掲げられるが、未二刻（後に未三刻）になると、あらためてその日の出勤者には干支を、出仕しなかった者には「不」の字を、また假を届け出ていた者には「仮」の字を記入する形で、蔵人が出勤を記録した。これを簡を封じると称し、これ以後に出仕しても欠勤扱いとなった。ただし、記録に用いた硯の水が乾くまでに出仕すれば認められたとする文献もある。記録が終わると、簡は絹の袋に入れられ、袋に入った状態で再び壁に立て掛けられた。なお、正月三が日や天皇の御物忌の時には、簡を封ぜず、ただ表面を壁に向けて立てた。
各月1日には、蔵人が日給簡に貼られた放紙をはがして貼り替えた。そして、前月の放紙を元に上日・上夜を集計し、これを「月奏」として天皇に報告する儀式が行われた。
京都御所の殿上の間には現在も、安政年間に作成された高さ約190cmの日給簡が設置されている。